# Meditaciones del Quijote
Las Meditaciones del Quijote constituyen el primer libro del filósofo español José Ortega y Gasset, publicado en 1914. Se trata de un ensayo breve, que pretendía ser el primero de una serie de diez «Meditaciones» o «Salvaciones» que no llegó a realizar como tal.
En las Meditaciones del Quijote Ortega dejó entrever su teoría posteriormente desarrollada de «yo soy yo y mi circunstancia».

## Contenido
Esta primera y única meditación está inconclusa, sin llegar a tocar propiamente el tema del Quijote. Consta de tres partes:
- Prólogo, titulado «Lector...», en el que Ortega expone su proyecto.
- «Meditación Preliminar», en el que Ortega expone su método de análisis, adelantando en el camino algunas de las ideas filosóficas que desarrollaría posteriormente en otros libros.
- «Meditación Primera», subtitulada «Breve tratado de la novela».

Otras dos meditaciones deberían seguir, según el prólogo, a la primera.
- «¿Cómo Miguel de Cervantes solía ver el mundo?»
- «El alcionismo en Cervantes».

## Acogida y repercusión del libro
El libro pasó prácticamente inadvertido, salvo por alguna mención de José Gaos, hasta la edición comentada de Julián Marías, que puso de manifiesto la importancia filosófica germinal de este libro.
- Datos: Q6008913